# 浙绍会馆
浙绍会馆位于扬州市广陵区达士巷54号，系浙江绍兴人士在扬州设立的会馆，现为民居，列为扬州市文物保护单位。